# 金洪善
金洪善（韓語：김홍선），或譯金泓善，韓國電視劇及電影導演。1996年擔任SBS娛樂部門製作人，2000年成立「팀」製作團隊，2017年以《Voice》打開知名度，擅長執導犯罪與驚悚的類型片，目前是H house戲劇製作公司的代表。

## 作品

### 電視劇
- 2006年：MBC《火花遊戲》
- 2007年：SBS《相愛的人啊》
- 2007年：SBS情景剧《奔跑吧，鲭鱼》
- 2007年：OCN Movies2《韩国都市怪谈2》
- 2007年：OCN《医妓·荣华馆》（首部導演作品）
- 2009年：OCN《朝鲜推理活剧丁若镛》
- 2010年：OCN《夜叉》
- 2011年：SBS《武士白東修》
- 2012年：OCN《英雄》
- 2014年：tvN《詐欺遊戲》
- 2016年：tvN《吹笛子的男人》
- 2017年：OCN《Voice》
- 2017年：OCN《Black》
- 2018年：OCN《客：The Guest》
- 2021年：tvN《L.U.C.A.: The Beginning》
- 2022年：Netflix《紙房子：韓國篇》
- 2023年：Coupang Play《诱饵》
- 2025年：Netflix《吞金》
- 待定：Netflix《田鼠》

### 電影
- 2017年：《鐵血劍客》（導演、編劇、製作）[7]

## 外部連結
- 金洪善在NAVER上的资料
- 金洪善在Daum上的资料